# Frank Jack Fletcher

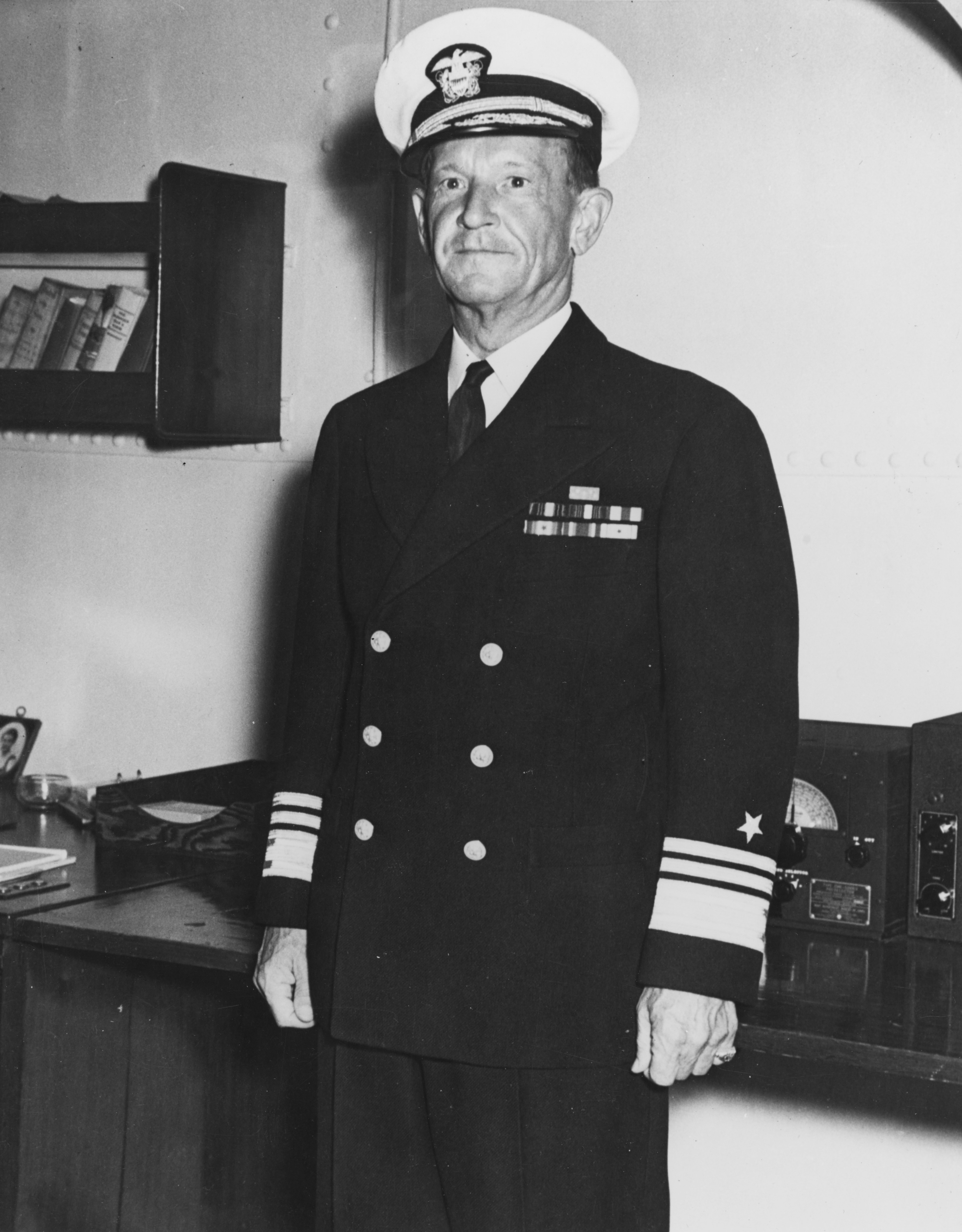
Frank Jack Fletcher ellentengernagy 1942. szeptember 17-én

Frank Jack Fletcher (Marshalltown, Iowa, 1885. április 29. – Bethesda, Maryland, 1973. április 25. ) amerikai admirális.

## Ifjú évei
Frank Jack Fletcher Iowa államban, Marshalltownban született. Apja a polgárháborús veterán Thomas Fletcher volt, anyja egy német bevándorló, Alice Glick.
Elit iskolákba járt, kiváló tanuló volt. 1902-ben jelentkezett az Amerikai Egyesült Államok Haditengerészeti Akadémiájára. Valószínű, hogy erre részben nagybátyja, az ugyancsak az Amerikai Egyesült Államok Haditengerészetében szolgáló Frank Friday Fletcher példája ösztönözte. Az akadémiát 1906-ban végezte el, és kétéves tengeri szolgálat után, 1908 februárjában zászlóssá léptették elő. Négy évig különböző felszíni hajókon:
- Rhode Island (csatahajó),
- Ohio (csatahajó),
- Maine (csatahajó),
- Chauncey (romboló),

szolgált beosztott tisztként.
Szokatlanul korán, már 1910-ben megkapta első parancsnoki beosztását (Dale romboló, 1912 márciusáig). 1912. március–december között újra a Chaunceyn szolgált, majd a Florida csatahajóra helyezték át. A csatahajó tisztjeként vett részt 1914 áprilisában a mexikói Veracruz kikötőjének megszállásában, az ott tartózkodó amerikai állampolgárok kimentésében.

## A veracruzi incidens
1914-ben, a mexikói polgárháború miatt az USA jelentős flottát vezényelt a közép-amerikai ország partjai elé – hivatalosan a Mexikóban élő amerikai állampolgárok védelmére, de egyúttal a beavatkozás lehetőségét is keresve. Az alkalom az év április 9-én jött el, amikor a mexikói katonák félreértésből tüzet nyitottak a Tampico kikötőjébe tankolni befutó Dolphin ágyúnaszád csónakjára. Senki sem halt meg, és a mexikói hatóságok azonnal bocsánatot kértek az incidensért, az amerikaiak azonban úgy vélték, ez az a pillanat, amelyben beavatkozhatnak, és saját emberüket ültethetik Victoriano Huerta tábornok, Mexikó aktuális elnökének helyére. Amikor megtudták, hogy Huerta jelentős szállítmány fegyvert kapott Németországból, Frank Friday Fletcher ellentengernagy parancsnoksága alatt 41 hadihajóból álló flottát vezényeltek Veracruz kikötőjébe. A hajóágyúk fedezetében partra szálló tengerészgyalogosok három napos utcai harcban elfoglalták a kikötőt, és elkobozták a fegyverszállítmányt. Huerta megbukott, és helyét hamarosan az amerikaiak által támogatott Venustiano Carranza foglalta el.
Az ifjabbik Fletcher a Florida egyik csónakjával csaknem harmincszor fordult a kikötő és a hajó között, és több mint 350 menekültet szállított az amerikai hajókra annak ellenére, hogy a mexikóiak folyamatosan lőtték őket a partról.
Az ütközetben tanúsított hősiességért mindkét Fletcher (nagybácsi és unokaöcs) megkapta a legmagasabb amerikai kitüntetést, a Dicsőség érdemrendet (Medal of Honor).

## A második világháborúig
Az első világháborúban Fletcher:
- 1917 szeptemberéig a Kearsarge csatahajó tüzérségi tisztje, majd
- az Allen, később a Benham romboló parancsnoka volt.

A háború után a Tengerészeti Kereszttel tüntették ki.
A két világháború között változatos tisztségeket töltött be szárazföldön és tengeren egyaránt: a vezérkarnál és a hajók parancsnoki hídján (mind az atlanti, mind a csendes-óceáni flottánál) is kiválóan szerepelt. Több fontos törzskari állást töltött be; egy ideig volt a cavitei tengeralattjáró-támaszpont, majd a washingtoni Tengerészeti Hajógyár parancsnoka is.
1936-1937-ben a Harmadik Csatahajó Kötelék zászlóshajója, a New Mexico parancsnoka volt. 1939 szeptemberében a Csendes-óceánra vezényelték, és ott 1941 decemberéig sorra szinte valamennyi cirkáló-köteléknek volt egy ideig a parancsnoka.

## A második világháborúban
A második világháború előtt Fletcher egész pályafutását rombolókon, cirkálókon és csatahajókon töltötte, a repülőgépekhez és a légi hadviseléshez nem értett. Ezért a repülőgép-hordozók légitámadásainak szervezését és irányítását rendszeresen átengedte ilyen ügyekben több tapasztalatot szerzett beosztottainak (a Korall-tengeri csatában például Aubrey Fitch ellentengernagynak). Mindezek ellenére Fletcher olyasmit csinált, amit előtte a szövetséges tengerésztisztek közül még senki: repülőgép-hordozókat vezényelt ellenséges hordozók ellen. Erre az esetre még nem dolgoztak ki harcászati doktrínákat; azok alapjait Fletchernek kellett „menet közben”, a gyakorlatban lefektetnie.
Két alapelve az észrevétlenség és az üzemanyag-ellátás volt: úgy vélte, a győzelem kulcsa az, hogy az ő tudja, hol vannak az ellenség repülőgép-hordozói, a japánok viszont ne tudják, hol hajóznak az övéi. Ennek érdekében rendkívül sokat mozgatta a hajókat, amihez sok üzemanyag kellett: hordozóit ezért egyenként, rotációs rendszerben tankolni vezényelte (ez a megoldása idővel általánossá vált). Kategorikusan ellenezte, hogy a repülőgép-hordozókat többé-kevésbé állandó helyre, partraszálló egységek fedezésére rendeljék ki – amikor erre parancsban kötelezték, el is veszítette egyik hordozóját.
Tevékenységét összesítve elmondható, hogy abban a három jelentős ütközetben (Korall-tengeri csata, midwayi csata, guadalcanali csata) amelyekben ő volt az amerikai, illetve szövetséges erők parancsnoka, mindig túlerőben lévő japán erőkkel kellett fölvennie a küzdelmet. Ez alatt a nyolc hónap alatt összesen hat japán repülőgép-hordozót süllyesztett el, miközben ő maga hármat vesztett. A helyébe lépő William F. Halsey két hónapon belül az amerikaiaknak a Csendes-óceánon harcoló három hordozójából kettőt elvesztett; a harmadik harcképtelenné vált. A szövetségeseknek két évig nem sikerült újabb japán repülőgép-hordozót elsüllyeszteniük.

### Pearl Harbor és Wake
1941. december ötödikén Fletcher a Negyedik Cirkáló Kötelék parancsnokaként gyakorlatra futott ki hajóival. A Pearl Harbor elleni japán támadás alatt Oahutól délre hajózott. Ahogy értesült az eseményekről, észak felé indult, hogy felderítse, hol vannak a japán hajók, majd december tizedikén visszatért Pearl Harborba.
December 11-én a japánok partraszállást kíséreltek meg Wake szigetén, de a bátor és hatékony védelem visszaverte az első támadást, és súlyos veszteségeket okozott a japánoknak. A Csendes-óceáni flotta parancsnoka, Husband E. Kimmel tengernagy úgy vélte, megmenthetik a szigetet, és e célra mozgósította szinte minden megmaradt hajóját. Úgy gondolta, hogy a japán főerőket Pearl Harbour után néhány hétig, amíg kikötőikben fel nem töltik készleteiket, nem lehet újra bevethetni, és a Wake ellen vezényelt gyengébb hajórajt legyőzhetik. A megmaradt egységeket a három repülőgép-hordozó köré csoportosítva három különítményt:
- Task Force 8 – William F. Halsey ellentengernagy;
- Task Force 11 – Wilson Brown ellentengernagy;
- Task Force 14 – Frank J. Fletcher.

alakított ki, és ezeket Wake felmentésére küldte ki.
A tulajdonképpeni felmentő erőt Fletcherre bízta, és az ő csapását fedezte volna a rangban idősebb Brown és Halsey. Fletcher zászlóshajója a Saratoga repülőgép-hordozó volt. A Task Force 11 december 14-én, a Task Force 14 december 16-án, a Task Force 8 december 19-én futott ki: a terv ígéretesnek tűnt, de Kimmel leváltása (december 17-én) döntő hibának bizonyult, mert utódja Chester Nimitz altengernagy csak december 31-én érkezett meg, és addig a csatahajóflotta korábbi parancsnoka, William Pye altengernagy volt a rangidős. Pye önbizalmát és lelki egyensúlyát megrendítette csatahajóinak elvesztése, és rettegett attól a gondolattól, hogy elveszítheti hordozóit is. Fletchert utasította, álljon meg Wake-től 400 mérföldre, és várja meg Brown altengernagy kötelékét, amit arra utasított, hogy csatlakozzon hozzá. Közben a japánok kihasználták az amerikaiak tétovázását, és Wake közelébe irányították a Hirjú és a Szórjú repülőgép-hordozót. Ezzel Wake felmentésének terve füstbe ment.

### A Korall-tengeri csata előtt
Nimitz december 31-én érkezett meg Pearl Harbourba, ahol átvette a Csendes-óceáni flotta parancsnokságát, és admirálissá nevezték ki. Fletchert január elsejével az újonnan létrehozott Task Force 17 különítmény parancsnokává nevezte ki: vezérhajója a Yorktown repülőgép-hordozó volt, amit két cirkáló és négy romboló kísért. Februárban William F. Halsey vezetésével az amerikaiak megtámadták a Marshall- és a Gilbert-szigeteket; ebben az akcióban a 17. különítmény is részt vett. Február közepén Melbourne-be vezényelték, ahonnan kiindulva hajói a Korall-tengeren és a Salamon-szigetek környékén járőröztek, hogy a japánok ne tudjanak Ausztráliában partra szállni. Márciusban Fletchert ellentengernaggyá léptették elő.
Mivel az amerikaiak tudták, hogy az ellenség támadásra készül, Fletcher támogatására rendelték a Task Force 11-et, amit Aubrey Fitch ellentengernagy vezényelt, és vezérhajója a Lexington repülőgép-hordozó volt, valamint egy ausztrál cirkálóköteléket, amit John Gregory Crace ellentengernagy vezetett.
A japánok április 30-án a Salamon-szigeteket támadták meg. Fletchernek egy fontos részsikert sikerült elérnie: amikor megtudta, hogy a japánok (május 3-án) partra szálltak Tulagin, nem várta be az erősítést, hanem a felhős, esős időt kihasználva meglepetésszerűen rajtaütött a szigeten. Május negyedikén a Yorktown gépei három hullámban támadták a japán erőket, és jókora károkat okoztak.
- Megsemmisült:
  - a Kikuzuki romboló,
  - 3 aknaszedő hajó,
  - 5-6 hidroplán;
- megrongálódott további négy hajó.

Ezután Fletcher gyorsan visszavonult.

### A Korall-tengeri csata
A Korall-tengeri csatában Fletcher elégtelen erőkkel vett részt, mert az amerikaiak négy, a Csendes-óceánon harcoló hordozójából kettő a Doolittle-akcióban vett részt, és távoli vizeken hajózott. Fletcher ennek ellenére sikeresen akadályozta meg, hogy a japánok partra szálljanak Port Moresby-nél, viszont elvesztette egyik nagy repülőgép-hordozóját (a Lexingtont, 36 000 brt), valamint egy rombolót (USS Sims) és egy tankhajót (USS Neosho.) Másik nagy hordozója (a Yorktown) megrongálódott.
A japánok elvesztettek egy könnyű repülőgép-hordozót (Sóhó, 12 000 brt), két nagy hordozójuk közül az egyik (Sókaku) súlyosan megrongálódott, a másik (Dzuikaku) elvesztette összes repülőgépét.

### A midwayi csata
A midwayi csata éppen egy hónappal a Korall-tengeri után kezdődött, ezért a súlyosan sérült Yorktown nagyjavítására nem volt idő: a hajót egy kétnapos gyorsjavítás után csatába vezérelték – és el is döntötte a csata sorsát. A három anyahajóból és kísérő egységeikből álló flotta parancsnokságát elvileg a rangidős William F. Halsey ellentengernagyra kellett volna bízni, ő azonban egy bőrbetegség miatt nem tudta ellátni ezt a feladatot, ezért ismét Fletcher lett a flotta parancsnoka, és alá rendelték a 16. különítményt (Raymond Spruance ellentengernagy a Hornet és az Enterprise repülőgép-hordozókkal).
A csatában (amint ezt maga Spruance is elismerte) a Fletcher vezette Yorktown repülői sokkal összehangoltabban és szervezettebben tevékenykedtek, mint a másik két anyahajó gépei.
Miután harcképtelenné vált a Yorktown (és a japánok négy repülőgép-hordozójából három, tehát a csata gyakorlatilag eldőlt), Fletcher átadta a flotta parancsnokságát Spruance-nak.

### Harcok Guadalcanal körül
A midwayi csata megfordította a Csendes-óceánon vívott háború menetét: ettől fogva az amerikaiak támadtak és a japánok védekeztek. Fletcher utolsó hadműveleti megbízatása a Salamon-szigetek visszafoglalására Guadalcanalnál partraszálló amerikai erők tengeri biztosítása (a sziget felmentésére várható japán flotta támadásának elhárítása) volt. Ezt a feladatot a jelentős túlerővel (öt repülőgép-hordozó, négy csatahajó, 16 cirkáló és 30 romboló három repülőgép-hordozó, egy csatahajó, két cirkáló és 18 romboló ellen maradéktalanul megoldotta úgy, hogy a három amerikai repülőgép-hordozóból csak kettő vett részt az ütközetben, mert a harmadik éppen üzemanyagot vételezett) szemben: elsüllyesztette a hatodik japán hordozót, a Rjujót is, továbbá súlyosan megrongálta a Csitoszét – eközben komoly sérüléseket szenvedett az Enterprise. A japánok hetven repülőgépet vesztettek, az amerikaiak húszat; a japán flottát visszavonták.
Ezután Fletcher hajóit (minden igyekezete ellenére) a partra szállt csapatok támogatására vezényelték, és a Salamon-szigetek környékén a japán I-26 tengeralattjáró megtorpedózta Fletcher vezérhajóját, a Saratogát. A hajó súlyosan megsérült, és nagyjavításra kellett vontatni.
Erre hivatkozva, Ernest Joseph King tengernagy, az Egyesült Államok flottájának akkori főparancsnoka leváltotta és jelentéktelen beosztásba helyezte Fletchert, aki így 1942 novemberében a Tizenharmadik Tengerészeti Körzet parancsnoka lett. (A Fletcherrel szemben erősen elfogult King korábban is többször, hevesen bírálta tevékenységét, és már a midwayi csata előtt javasolta Nimitznek leváltását). A 13. körzet az Egyesült Államok északnyugati partvidéke volt; a főhadiszállás Seattle-ben. Egy évvel később az Északi Erők főparancsnokává nevezték ki – ezzel a gyakorlatban az Alaszkában állomásozó, nem túl jelentős tengeri erők és az ottani szigeteken telepített légierő parancsnoka lett.

### Alaszkában
Fletcher egységei a Kuril-szigeteket támadták, és ellenőrizték a térség hajóforgalmát, biztosítva a Szovjetunióba küldött segélyszállítmányokat. 1945 szeptemberében Honsú szigetén, a Mutsu-öbölben fogadta a japán Északi Flotta megadását, ezután Japán északi területeinek megszállását irányította.

## A háború után
A háború után tengernaggyá (Full Admiral) nevezték ki, és a flotta vezetőségében töltött be különböző adminisztratív állásokat. 1947-ben vonult nyugdíjba, és haláláig visszavonultan élt Maryland államban, Arabyban a család birtokán.
1973-ban, négy nappal a nyolcvannyolcadik születésnapja előtt a Maryland állambeli Bethesda város tengerészeti kórházában halt meg.

## Tevékenységének értékelése
Az Egyesült Államok tengerészete már a háború alatt elhatározta, hogy avatott történésszel örökítteti meg a tengeri háború történetét. Ezzel a feladattal 1942-ben Samuel Eliot Morisont (1887–1976) bízták meg, és az elkészült munka (History of United States Naval Operations in World War II; 15 kötet) máig az amerikai történettudomány alapműve.
Fletcher semmiképpen nem óhajtotta segíteni Morison munkáját. Nem gyűjtötte össze és nem adta át Morisonnak háborús feljegyzéseit, még találkozni sem volt hajlandó vele. Ennek egyenes következményeként Morison grandiózus művében rendkívül negatívan értékeli Fletcher hadvezető tevékenységét, és lesújtó véleményét a történészek őt követő generációi kritikátlanul át is vették. Az első olyan mű, amely Fletchert teljesítménye alapján értékeli és rehabilitálását szorgalmazza, csak 1994-ben jelent meg, és a konzervatív amerikai történészek többsége máig Morison álláspontját vallja.